# TOBB Universität für Wirtschaft und Technik
TOBB Universität für Wirtschaft und Technik (türkisch: TOBB Ekonomi ve Teknoloji Üniversitesi) ist eine staatlich anerkannte, private Universität in Ankara.

## Geschichte
Die TOBB-Universität ist eine private, gemeinnützige Hochschule für kooperative Bildung, die 2003 von der Stiftung für Bildung und Kultur der türkischen Kammern und Warenbörsen (TOBEV) gegründet wurde, die aus der Union der Kammern und Warenbörsen der Türkei (TOBB) hervorgegangen ist, der höchsten juristischen Person, die den Privatsektor vertritt. Die Aufnahme von Studenten erfolgte jedoch erst 2004 mit drei Fakultäten und zehn Fachbereichen. Später wurde die Fakultät für Bildende Künste und Design gegründet, an der 2007 die ersten Studenten aufgenommen wurden. Die TOBB-Universität wurde unter der Prämisse gegründet, dass Universität und Industrie eng miteinander verbunden sind, um die Studenten auf die Welt der Wirtschaft und der Wissenschaft vorzubereiten. Die TOBB-Universität legt einen starken Schwerpunkt auf unternehmerische Möglichkeiten und bietet in ihrem Lehrplan eine kooperative Ausbildung an, zu der auch Praktika gehören, die auf den Studienabschluss angerechnet werden.
Die erste Abschlussfeier der TOBB-Universität fand 2008 statt, und 2009 wurde die juristische Fakultät gegründet.
Im Jahr 2010 eröffnete die TOBB-Universität ein Studentengästehaus als Unterkunft. Im Jahr 2013 richtete die TOBB-Universität zwei weitere Abteilungen ein, eine medizinische Fakultät und ein Technologiezentrum. Die Aufnahme eines neuen Programms namens „GARAGE“, das Dienstleistungen anbietet, um Studenten zu ermutigen, ihre Geschäftsideen in der realen Welt unter Aufsicht praktisch umzusetzen.
Später im Jahr 2014 wurde das Morphologie-Labor von der Medizinischen Fakultät abgetrennt und nahm seinen Betrieb in einem eigenen Gebäude auf.

## Akademische Einheiten

### Fakultäten und Fachbereiche
- Fakultät für Ingenieurwissenschaften
- Fachbereich Biomedizinische Technik
- Fachbereich Technische Informatik
- Fachbereich Elektrotechnik und Elektronik
- Fachbereich Wirtschaftsingenieurwesen
- Fachbereich Materialwissenschaft und Nanotechnologie
- Fachbereich Maschinenbau
- Fakultät für Wirtschafts- und Verwaltungswissenschaften
- Fachbereich Betriebswirtschaftslehre
- Fachbereich Wirtschaftswissenschaften
- Fachbereich Internationales Unternehmertum
- Fachbereich Internationale Beziehungen
- Fachbereich Politikwissenschaft
- Fakultät für Naturwissenschaften und Literatur
- Fachbereich Englische Sprache und Literatur
- Fachbereich Geschichte
- Fachbereich Mathematik
- Fachbereich Türkische Sprache und Literatur
- Fachbereich Psychologie
- Fakultät für Schöne Künste
- Fachbereich Industriedesign
- Fachbereich Design für visuelle Kommunikation
- Fachbereich Innenarchitektur und Umweltdesign
- Fachbereich Architektur
- Fachbereich Kunst und Design
- Juristische Fakultät
- Fachbereich Medizin
- Fachbereich Fremdsprachen

### Institute
- Institut für Naturwissenschaften und angewandte Wissenschaften
- Institut für Sozialwissenschaften

### Internationale Einrichtungen
Ab dem Studienjahr 2020–2021 nimmt der TOBB ETU Tashkent Campus in Usbekistan die ersten Studenten auf.
Als nicht-staatliche Universität unter dem Dach der Staatlichen Wirtschaftsuniversität Taschkent bietet der Campus folgende grundständige Studiengänge an:
- E-Commerce und Technologiemanagement
- Internationale Wirtschaft und Unternehmertum

## Studentische Gesellschaften
Die TOBB Universität für Wirtschaft und Technik beherbergt 78 Studentenvereinigungen, von denen viele internationale Verbindungen haben. Ein Beispiel dafür ist der SDG Student Hub von TOBB ETÜ, eine SDSN-Jugendorganisation, die sich für die Förderung des Bewusstseins für die Ziele für nachhaltige Entwicklung einsetzt und den Studierenden Instrumente für die Umsetzung nachhaltiger Praktiken an die Hand gibt.

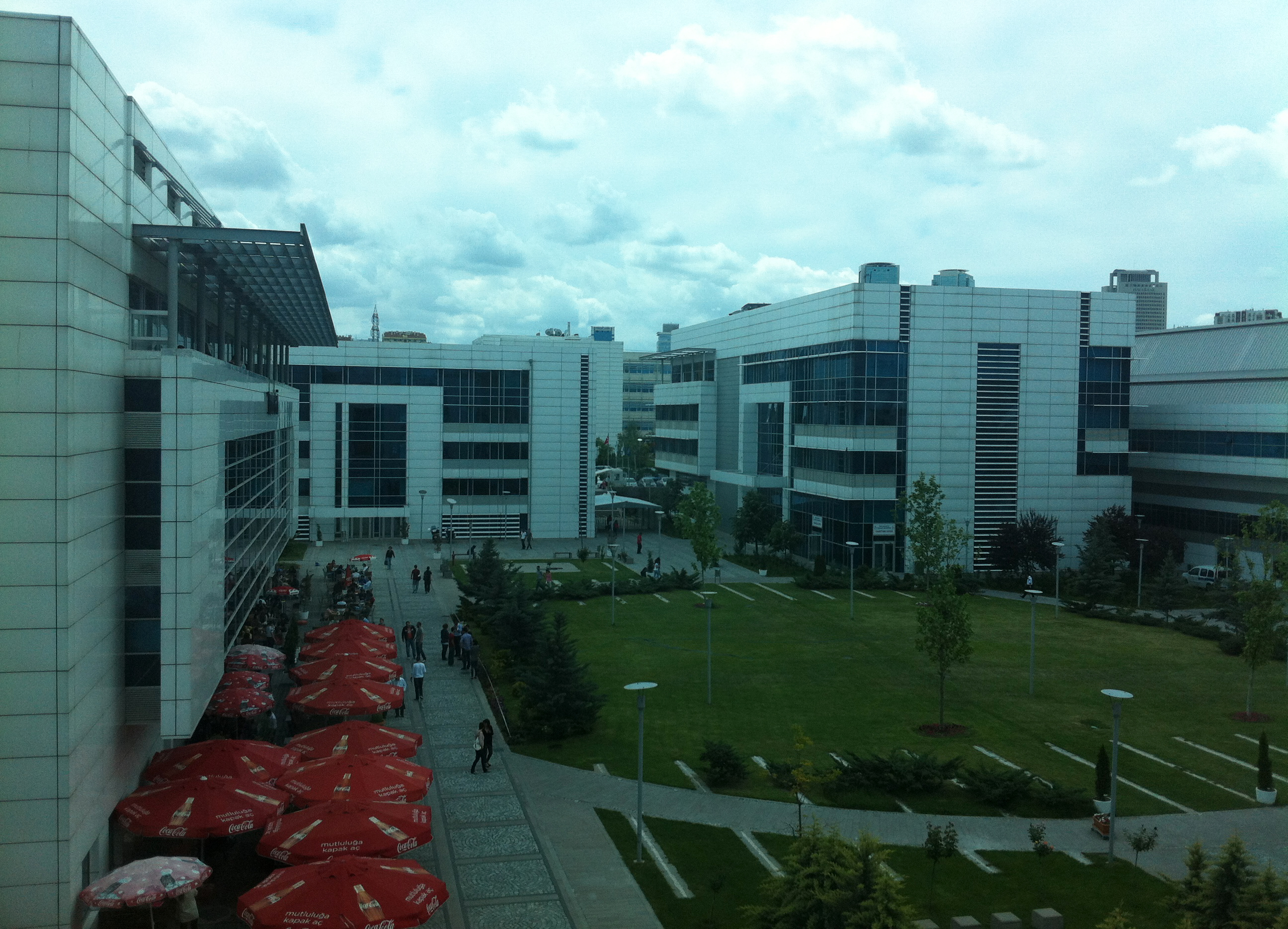
Der Campus der Universität.